# Idiopsebium bicolor
Idiopsebium bicolor là một loài bọ cánh cứng trong họ Cerambycidae.